# Эскобар, Патрисио
Патрисио Алехандрино Эскобар Касерес (исп. Patricio Alejandrino Escobar Cáceres, 17 марта 1843 — 19 апреля 1912) — парагвайский военный и государственный деятель, президент Парагвая.

## Биография
Родился в 1843 году в Сан-Хосе-де-лос-Арройосе (исп.); его родителями были Хосе Эскобар и Ана Белья Касерес. Был военным, участвовал в Парагвайской войне, в 1867 году был адъютантом маршала Лопеса. После войны в 1874 году был произведён в бригадные генералы, в 1876 году — в генерал-майоры.
В 1886 году Бернардино Кабальеро, оставивший пост президента, но сохранивший за собой пост командующего парагвайской армией, обеспечил избрание Патрисио Эскобара президентом страны. Во времена президентства Эскобара был подписан договор с Боливией, проложена железная дорога между Асунсьоном и Вилья-Рикой. Кабальеро уделял большое внимание вопросам образования, при нём был принят закон об обязательном начальном образовании, в 1887 году создан Национальный совет по образованию, а в 1889 году основан Национальный университет Асунсьона.